# Peter Nagy (Kanute)
Peter Nagy (* 17. Dezember 1964 in Bratislava; † 3. Dezember 2021) war ein slowakischer Kanute.
Peter Nagy gehörte ab 1990 dem tschechoslowakischen und später dem slowakischen Nationalkader an. Mit dem tschechoslowakischen Team gewann er bei den Kanuslalom-Weltmeisterschaften 1991 in Tacen die Bronzemedaille im Einer-Kajak. 1993 und 1999 wurde Nagy slowakischer Meister.
Darüber hinaus nahm er an den Olympischen Sommerspielen 1996 in Atlanta teil, wo er im Slalomwettkampf mit dem Einer-Kajak den 13. Platz belegte. Bei den Olympischen Sommerspielen 2000 in Sydney wurde er im Slalomwettkampf mit dem Einer-Kajak Zwölfter. 2001 beendete er seine Karriere.